# Ashurdan I
Ashur-Dan I fue un rey asirio de la época del imperio medio, que permaneció 45 años en el trono (1179-1134 a. C.), aunque otra fuente da 36 años, (ca. 1169-1134) a. C.
Sucedió a su padre Ninurta-apil-Ekur, restaurándose así la estabilidad dinástica perdida a la muerte de Tukulti-Ninurta I. Parece ser que este rey ya gobernaba sobre una Asiria que había perdido el control de Babilonia, aunque se desconocen los límites exactos del imperio en esta época.
Se sabe que realizó una expedición contra Babilonia, atravesando el Zab inferior y apoderándose de algunas ciudades, como Zaban e Irria, así como del territorio fronterizo de Sallu, objeto de litigios constantes entre los dos países.
A su muerte, los reyes de Babilonia pasaron a intervenir en los asuntos internos de Asiria, apoyando al heredero Ninurta-Tukulti-Ashur contra su hermano Mutakkil-Nusku.